# Стоунволл (Техас)
Стоунволл (англ. Stonewall) — переписна місцевість (CDP) в США, в окрузі Гіллеспі штату Техас. Населення — 451 особа (2020).

## Географія
Стоунволл розташований за координатами 30°15′13″ пн. ш. 98°39′39″ зх. д. / 30.25361° пн. ш. 98.66083° зх. д. (30.253584, -98.660907).  За даними Бюро перепису населення США в 2010 році переписна місцевість мала площу 39,37 км², з яких 39,00 км² — суходіл та 0,37 км² — водойми.

## Демографія
Згідно з переписом 2010 року, у переписній місцевості мешкало 505 осіб у 211 домогосподарстві у складі 129 родин. Густота населення становила 13 осіб/км².  Було 249 помешкань (6/км²).
Расовий склад населення:
| - 82,2 % — білих - 1,0 % — корінних американців - 0,6 % — чорних або афроамериканців - 13,7 % — осіб інших рас |

До двох чи більше рас належало 2,6 %. Частка іспаномовних становила 36,0 % від усіх жителів.
За віковим діапазоном населення розподілялося таким чином: 20,6 % — особи молодші 18 років, 57,6 % — особи у віці 18—64 років, 21,8 % — особи у віці 65 років та старші. Медіана віку мешканця становила 45,9 року. На 100 осіб жіночої статі у переписній місцевості припадало 102,0 чоловіків;  на 100 жінок у віці від 18 років та старших — 98,5 чоловіків також старших 18 років.
За межею бідності перебувало 15,5 % осіб, у тому числі 28,2 % дітей у віці до 18 років та 14,3 % осіб у віці 65 років та старших.
Цивільне працевлаштоване населення становило 246 осіб. Основні галузі зайнятості: освіта, охорона здоров'я та соціальна допомога — 21,1 %, мистецтво, розваги та відпочинок — 17,5 %, виробництво — 11,8 %, фінанси, страхування та нерухомість — 10,6 %.